# 슈치트노군

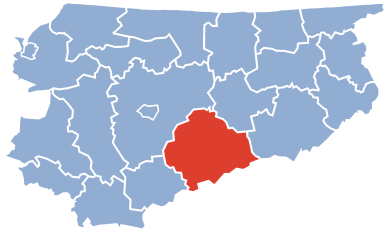
바르미아마주리주 지도에 표시된 슈치트노군의 위치

슈치트노군(폴란드어: powiat szczycieński)은 폴란드 바르미아마주리주에 위치한 군으로 군청 소재지는 슈치트노이며 면적은 1,933.1km2, 인구는 69,289명(2006년 기준), 인구 밀도는 36명/km2이다.
북쪽으로는 므롱고보군, 동쪽으로는 피시군, 남동쪽으로는 마조프셰주 오스트로웽카군, 남쪽으로는 마조프셰주 프샤스니시군, 서쪽으로는 니지차군, 북서쪽으로는 올슈틴군과 접한다. 8개 지방 자치체(1개 도시, 1개 도시형 농촌, 6개 농촌)를 관할한다.

군기
군 문장